# Rio Nepean
Rio Nepean (Dharug: Yandhai) é um rio perene localizado ao sudoeste de Sydney, Nova Gales do Sul, Austrália. Ele e sua foz, o rio Hawkesbury, quase circulam a região metropolitana de Sydney. 
Sua nascente fica próxima de Robertson, a cerca de 100 km ao sul de Sydney e 15 km do mar de Tasman. Ele flue ao norte, até chegar na área despovoada deuma bacia hidrográfica e então para a Reserva Nepean, que supre Sydney com água potável. Ao norte da represa, o rio forma a fronteira oeste de Sydney e passa pelas cidades de Camden e Penrith, que ao sul é próxima do cânion Nepean. Perto de Wallacia, rio recebe a água de barragem do rio Warragamba, e perto de Yarramundi, em sua confluência com o rio Grose, ele se torna o rio Hawkesbury.
Em Emu Plains, na margem oeste do rio são apresentadas peças de teatro ao ar livre. Em Penrith, a margem leste provê locais para se fazer churrasco e brinquedos de criança, além de uma grande trilha que acompanha o leito do rio e o Clube de Remo de Nepean. Os mandeianos pediram permissão a Reserva Tench para realizar rituais de purificação e instalar um mandi em Wallacia.

## História

### História pré-europeia
Os povos aborígenes usavam o rio regularmente, e era possível ver suas nassas em Yarramundi antes do rio ter o curso redirecionado. Charles Darwin escreveu sobre o povo de Emu Ford, elogiando sua habilidade com a lança. Watkin Tench, membro do Royal Marines, também notou o uso de lanças, linhas e redes para a pesca. Os povos que viviam aos arredores do rio Nepean praticavam o comércio com os povos das planícies do oeste. A rota usada foi mostrada a Archibald Bell Jr., que construiu o que hoje é conhecido como Estrada da Linha de Bell.
Desde 1971, nas proximidades de Penrith, foram encontradas diversas ferramentas de pedra aborígenes nos sedimentos de cascalho depositados no rio Nepean entre 40 a 50 mil anos atrás, de acordo com a datação por radiocarbono e termoluminescência. A princípio, a descoberta era controversa, porém outras datações feitas em 1987 e 2003 corroboraram os resultados. Muitos outros artefatos foram encontrados na região, que datam de 5 mil anos atrás. Karskens et al. tentaram recuperar e integrar um mapa de dados arqueológicos da região, de descrições publicadas ou não em revistas científicas.

### Colonização europeia
Em 1788, quando a colônia britânica foi estabelecida em Sydney, uma expedição liderada pelo governador Phillip percorreu a costa cerca de 50 km ao norte da foz do rio Hawkesbury, e cerca de 32 km acima do rio, os colonos pararam em uma cascata, muito provavelmente a Hawkesbury Heights. Phillip nomeou o rio em homenagem ao Lorde Hawkesbury, presidente do Comitê Privado Permanente do Conselho do Comércio.
Enquanto isso, o tenente Watkin Tench liderou uma expedição para o interior, ao oeste de Sydney. Após percorrerem cerca de 60 km a pé pelas Montanhas Azuis, Tench descobriu um largo rio que nomeou em homenagem a Evan Nepean, o Subsecretário de Estado do Interior e amigo íntimo de Arthur Phillip. Levou cerca de três anos para descobrirem que o Nepean deságua no Hawkesbury.[carece de fontes?]
O rio Nepean foi um dos pontos de conflito das Guerras do Hawkesbury e Nepean, travada entre o Reino da Grã-Bretanha e os aborígenes no fim do século XVIII e início do XIX.

## Problemas ambientais

### Mudança no fluxo natural das águas
O rio provê água para os habitantes de Sydney e para produção agrícola. Por isso, somado com as pressões para a mudança do uso da terra para o desenvolvimento urbano, o rio está sob estresse significante. As represas e barragens bloquearam o acesso de peixes migratórios, como o robalo australiano, ao seu habitat natural, e reduzem as inundações necessárias para a desova. Porém, o rio ainda é um importante ponto de pesca de robalo.
Há onze barragens no rio Nepean que regulam significativamente seu fluxo, já que o rio acaba segmentado em diversos lagos de barragem. As barragens da porção superior do rio também trazem algum impacto. Inaugurada em 1912, a barragem de Wallacia foi inicialmente construida de madeira para o moinho de grãos de John Blaxland, na Fazenda Grove. A primeira escada de peixes da Austrália foi construida junto com a atual barragem de concreto perto do cânion Nepean.[carece de fontes?] Nos anos 50, durante a construção da represa Warragamba no desfiladeiro íngreme do rio Warragamba, um grande fluxo de água foi interceptado e redirecionado para atender as necessidades da área metropolitana de Sydney, o que reduziu o rio para uma sombra do que costumava a ser.

### Enchentes

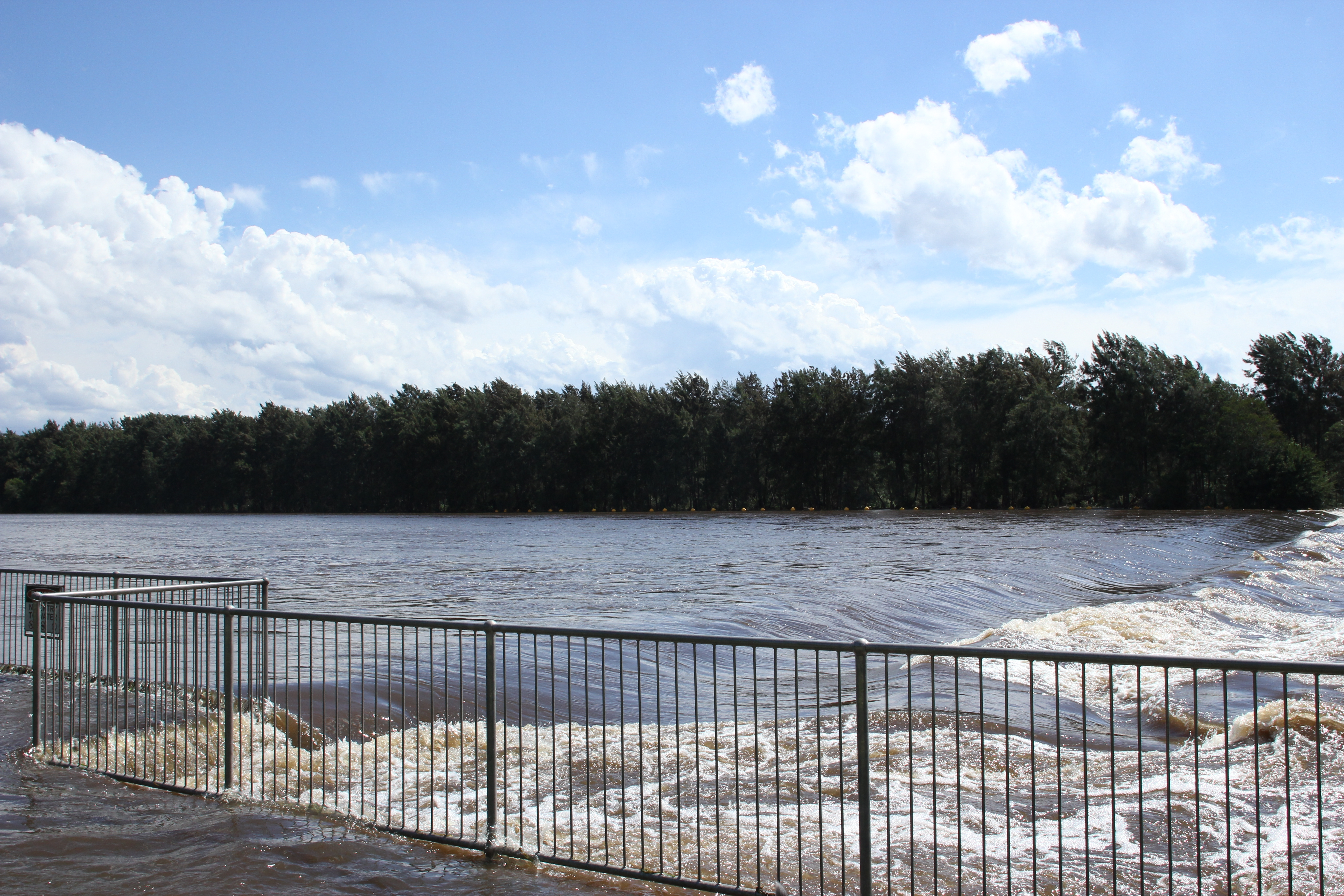
Rio Nepean após fortes chuvas, Ponte Victoria, 2013.

O primeiro registro de uma enchente foi  em 1795, aparentemente sendo um evento pequeno. Outras acontecerem em 1799 e em março e outubro de 1806 e em 1809. Em 1810, depois de uma série de inundações no rio Hawkesbury, o governador Macquarie proclamou que as "cidades Macquaire" de Windsor, Richmond, Wiberforce, Castlereagh e Pitt Town estavam livres de inundações, em uma tentativa de manter o desenvolvimento apenas em áreas mais altas. Em fevereiro de 1817 levou o governador Macquarie emitiu um aviso exortando os colonos, nos termos mais fortes possíveis, a construir suas residências acima dos níveis de inundação estabelecidos.
Mais enchentes aconteceram em 1857 e em fevereiro e maio de 1860.
A enchente mais desvastadora aconteceu em junho de 1867, quando foi estimado que o rio Nepean chegou a 13,4 m no rio e 27,47 metros ADH. Ela destruiu partes da recém-construída ponde de Victoria. Emu Plains, Castlereagh e outras partes de Penrith também foram inundadas, causando grande perda de propriedade. Muitas casas foram destruídas pelos deslizamentos. Muitos dos habitantes locais foram forçados a se refugiar em prédios públicos, como o hospital de Penrith e escolas. Foi estimado que uma enchente como esta destruiria 16 mil habitações e causaria um prejuízo de aproximadamente  A$ 1.4 bilhão.
Houve outras enchentes notórias em julho de 1900 e dezembro de 1914. Novamente, houve muita água nas ruas e perda de casas e propriedades. Em 1974, houve uma enchente significativa causada pela La Niña.
Durante as enchentes em Nova Gales do Sul em 2021, o rio Nepean chegou a 10 m de altura. A ponte Windsor foi completamente submergida e houve inundações de casas e casos de animais isolados na região.

## Uso ritualístico mandeiano
A comunidade mandeiana australiana da área metropolitana de Sydney performa religiosamente rituais de masbuta (batismo) no rio Nepean.